# Just a Kiss (película de 2002)
Just a Kiss es una comedia negra y fue el primer largometraje dirigido por el actor convertido en cineasta Fisher Stevens. Fisher también se le atribuye a tocar la armónica (acreditado como Super Harp 'Fisher Stevens). Patrick Breen, escribió y actuó en la película. Fue filmada en Nueva York.

## Argumento
La historia relata la vida de varias personas de Nueva York, que buscan el verdadero amor.

## Reparto
- Ron Eldard  - Dag
- Kyra Sedgwick  - Halley
- Marisa Tomei  - Paula
- Marley Shelton  - Rebecca
- Taye Diggs  - Andre
- Sarita Choudhury  - Colleen
- Patrick Breen  - Peter
- Zoe Caldwell  - Jessica